# Nyikolaj Valerjevics Durov
Nyikolaj Valerjevics Durov (oroszul: Никола́й Вале́рьевич Ду́ров; Leningrád, 1980. november 21. –) orosz programozó és matematikus. Pavel Durov bátyja, akivel együtt indították el a  VK közösségi oldalt, majd a Telegramot, később létrehozták a Gram-kriptovalutát és a TON platformot, a Telegramra épülő blokkláncrendszert.

## Gyermekkor és tanulmányok
Nyikolaj Durov Leningrádban született, gyerekkorát Torinóban töltötte, Olaszországban. Édesapja, Valerij Szemenovics Durov, a filológiai tudományok doktora és számos tudományos munka szerzője, 1992 óta a Szentpétervári Állami Egyetem filológiai kara klasszika-filológiai tanszékvezetője.
1996-ban, 1997-ben és 1998-ban, Durov részt vett a Nemzetközi Matematikai Diákolimpián, mindháromszor aranyérmet szerzett. 1995-ben, 1996-ban, 1997-ben és 1998-ban összesen egy arany- és három ezüstérmet nyert a Nemzetközi Informatikai Diákolimpián. Tagja volt a Szentpétervári Állami Egyetem ACM csapatának, amely megnyerte a ACM Nemzetközi Programozóversenyt 2000-ben és 2001-ben.
Első PhD képesítését a Szentpétervári Állami Egyetemen szerezte meg 2005-ben, majd matematikai tanulmányait a Bonni Egyetemen folytatta, megszerezve második tudományos fokozatát Gerd Faltings felügyelete alatt.

## Életpálya

### Tudományos kutatás
Munkássága jelentős az általánosított algebrai geometriában, ahol új megközelítést vezetett be az Arakelov-geometriához.
Szenior kutatóként dolgozik az Orosz Tudományos Akadémia Sztyeklov Matematikai Intézetének algebrai laboratóriumában Szentpéterváron.

### VK
A Durov testvérek 2006-ban kezdték meg a VKontakt fejlesztését, melyet alapvetően a Facebook inspirált, és amelyet később VK-ra neveztek át. Nyikolaj vezető fejlesztőként dolgozott a projekten, mire öccsével elkészültek a VKontakt honlapjával, a vállalat 3 milliárd dollárt érő óriássá vált. Durovék vállalkozásukat 2014 áprilisában eladták.

### Gram és TON
2018-ban, a Telegram beindítását követően, Nyikolaj a testvérével, Pavellal 1,7 milliárd dolláros startup tőkét gyűjtött össze befektetőktől, hogy létrehozzák a Gram-kriptovalutát és a TON (Telegram Open Network) platformot, a Telegramra épülő blokkláncrendszert. A befektetők között volt Steve Jobs özvegye, Laurene Powell Jobs is. Ezeket a vállalkozásokat azonban 2019 októberében az Egyesült Államok Értékpapír- és Tőzsdefelügyelete (SEC) és a szövetségi bíróságok leállították.

### Telegram

A Telegram logója

Durovék, Oroszország elhagyása után megkapták a Saint Kitts és Nevis-i állampolgárságot. Oroszországból egy svájci bankokon keresztül kimenekítettek 300 millió dollárt, ez lett az alaptőkéje az újabb vállalkozásuknak, a Telegramnak, amely, célja szerint, titkosított kommunikációt biztosít a felhasználóknak. Nyikolaj Durov nevéhez fűződik a titkosítási protokoll (MTProto) kifejlesztése. 
A cég székhelye kezdetben Berlinben volt, később Dubajba költöztek.
A vállalkozás olyan sikeresnek bizonyult, hogy nyolc esztendővel később, 2021 júliusában, a Telegramnak már 55,2 millió napi aktív felhasználója, és havonta több mint 550 millió aktív felhasználója volt. Az Android és iOS alkalmazások közül a hetedik legtöbbet letöltött app a Telegramé volt, egy átlagos Telegram felhasználó napi 2,9 órát használta az alkalmazást havonta.

## Elfogatóparancsok és letartóztatás
2024. március 25-én Nyikolaj Durov és Pavel öccse ellen elfogatóparancsot adtak ki a francia hatóságok.
Ezt követően Pavel Durovot 2024. augusztus 25-én a párizsi Le Bourget repülőtéren letartóztatták. 
Hat vádpontban emeltek vádat ellene, többek között avval vádolták, hogy Nyikolajjal lehetővé tették a platformjukon a bűncselekmények elkövetését, és megtagadták a bűnüldöző szervekkel való együttműködést, nem működtek együtt az igazságügyi szervekkel a Telegram működtetése kapcsán. A francia Nemzeti Csalás Elleni Hivatal (ONAF) felelőssé tette őket azért, hogy a titkosítási protokoll (MTProto) ki nem adásával megakadályozták a hatósági felügyelet gyakorlását. Állításuk szerint a moderálás hiánya ahhoz vezetett, hogy a Telegram a globális kábítószer-kereskedelem, kriptovaluta-forgalmazás, terrorizmus és pedofília ellenőrizhetetlen eszközévé vált.
A francia lépés ellen többen tiltakoztak, Tucker Carlson megjegyezte, hogy amit még Putyin sem mert megtenni a szólásszabadság megsértésének vádjától félve, azt egy nyugati ország, egy lelkes NATO-tag megtette. Elon Musk pedig azt írta, "Durov példája csak a kezdet, a szólás- és információs szabadságnak vége". Oroszország és az Egyesült Arab Emírségek egyaránt diplomáciai segítséget ajánlott fel Durovnak, amit ő elutasított, de abba beleegyezett, hogy az emirátusi nagykövetséget folyamatosan tájékoztassák a helyzetéről.
Három nappal letartóztatását követően Durovot a francia bíróság szigorú bírói felügyelet mellett, ötmillió eurós óvadék ellenében feltételesen szabadlábra helyezte. Durov feltételes szabadlábra helyezését követő első nyilatkozatában azt mondta, hogy a platformja nem „anarchistaparadicsom”, letartóztatása pedig hiba volt, s bár a Telegram nem tökéletes, az azon folyó illegális tevékenységek miatt nem helyes, hogy őt büntetik. Avval magyarázta a bűnözők térnyerését, hogy a felhasználóik száma hirtelen ugrott meg 950 millióra, s ezzel nem tudtak lépést tartani. Kijelentette, hogy személyes célul tűzte ki maga elé azt, hogy ezen a téren a lehető leggyorsabban pozitív előrelépést érjenek el.
Már Durov nyilatkozata előtt a Telegram vezetői elnézést kértek, amiért az oldalukra is kikerültek azok a szexuális tartalmú deepfake képek és videók, amelyeket Dél-Koreában terjesztettek. A letartóztatási procedúrát követően a Telegram megváltoztatta a magánbeszélgetések moderálására vonatkozó előírásait és a korábbinál szigorúbb ellenőrzést vezetett be.

## Fordítás
Ez a szócikk részben vagy egészben  a   Nikolai Durov című angol Wikipédia-szócikk fordításán alapul.  Az eredeti cikk szerkesztőit annak laptörténete sorolja fel. Ez a jelzés csupán a megfogalmazás eredetét és a szerzői jogokat jelzi, nem szolgál a cikkben szereplő információk forrásmegjelöléseként.